# Acuario Fluvial de Zaragoza
El acuario fluvial de Zaragoza fue uno de los pabellones temáticos de la Expo 2008 y acogió la exposición Paisajes del agua. Tiene una capacidad de unos dos millones de litros de agua y alberga unas 350 especies. Su arquitecto fue Álvaro Planchuelo.
Es el mayor acuario fluvial de Europa con una dimensión de 10.000 metros construidos. En el recinto se pueden apreciar los ecosistemas de cinco grandes cuencas hidrográficas:
- Nilo
- Amazonas
- Mekong
- Murray-Darling
- Ebro

En el centro del pabellón se encuentra el Río del Mundo, que representa al pasado, Pangea, y alberga una mezcla de especies fluviales. El tanque central tiene 9 metros de profundidad, más de 47 metros de longitud y más de 8 metros de ancho lo que lo convierte en el mayor acuario de agua dulce del mundo. 
Debido a su gran éxito durante la Expo 2008 se decidió que cuando esta acabara el 14 de septiembre de 2008 el acuario seguiría abierto indefinidamente. El número de visitantes ha ido en continuo aumento pasando de 40.000 personas en el año 2012 a las casi 100.000 que lo visitaron en el 2018
El acuario completa su oferta expositiva con la celebración de eventos como comuniones o cumpleaños dentro del recinto y otros de índole privada así como bautizos de buceo e inmersiones guiadas en el tanque central. Actualmente las actividades de buceo recreativo en el acuario de Zaragoza están gestionadas por la empresa Arasub, clasificado como PADI 5Star IDC.
Además, organiza colonias infantiles durante el periodo vacacional de verano. El acuario recibe la visita de unos 15.000 estudiantes a lo largo del año.

## Galería

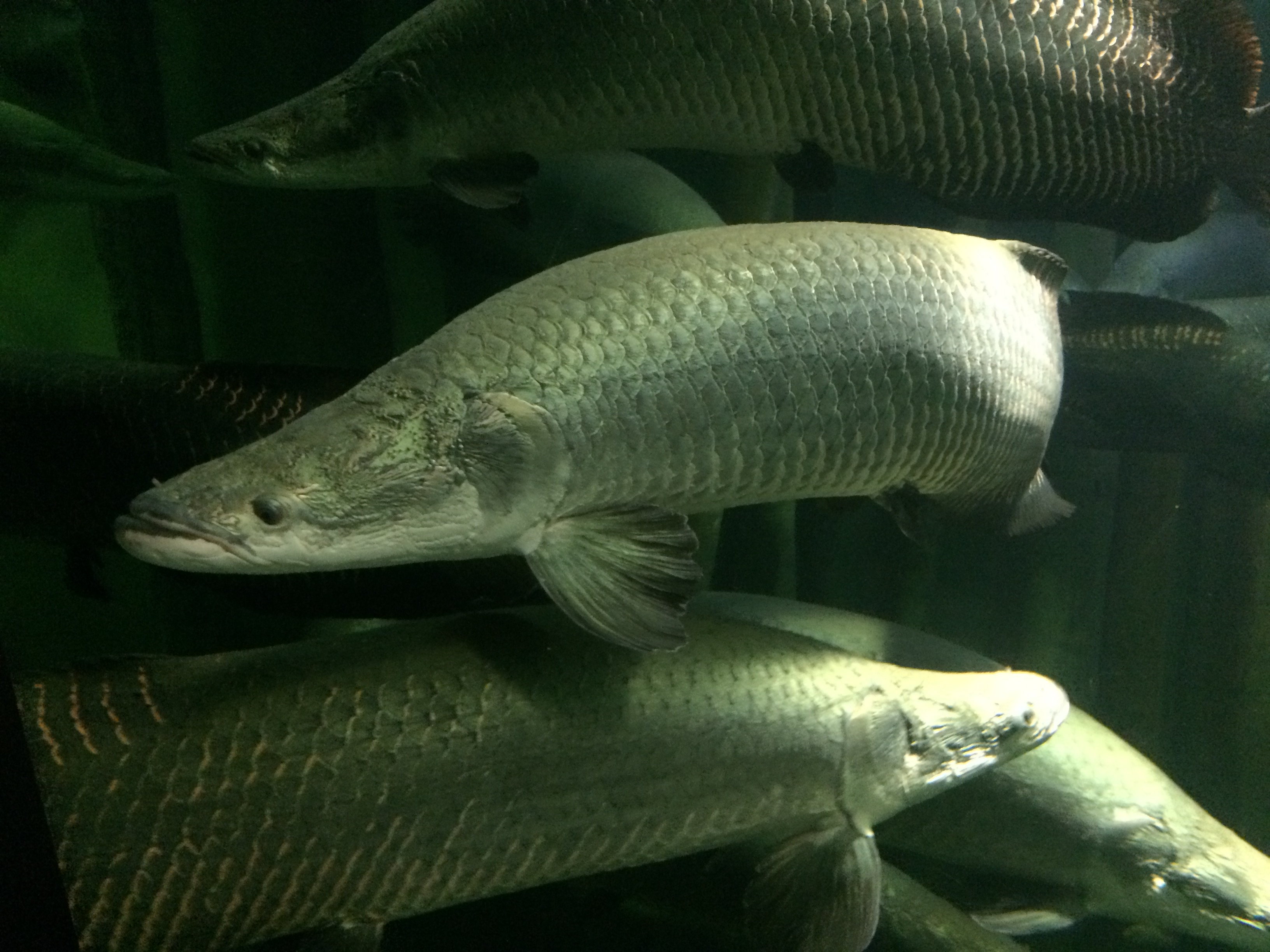
Arapaimas
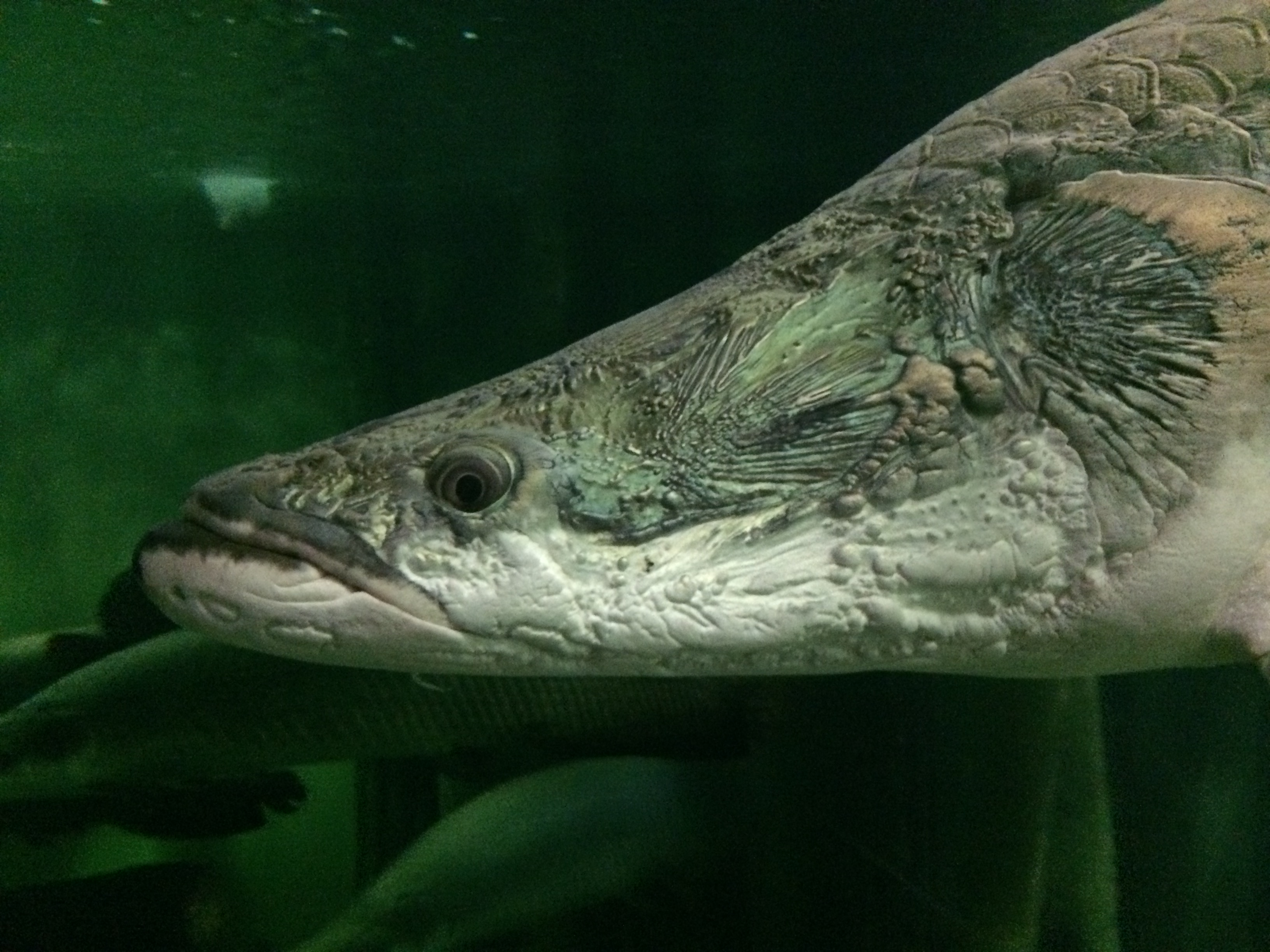
Detalle de arapaima
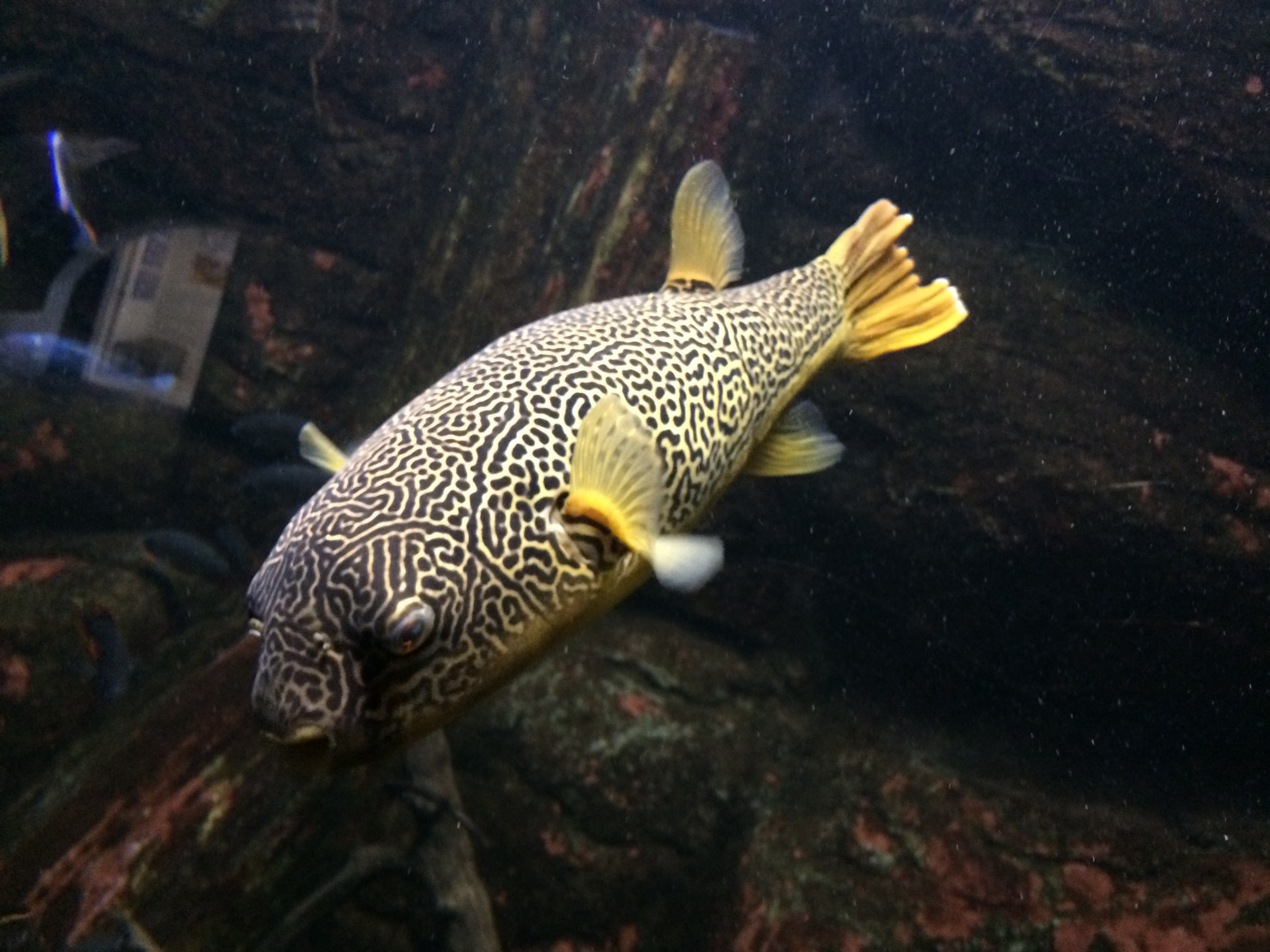
Pez globo
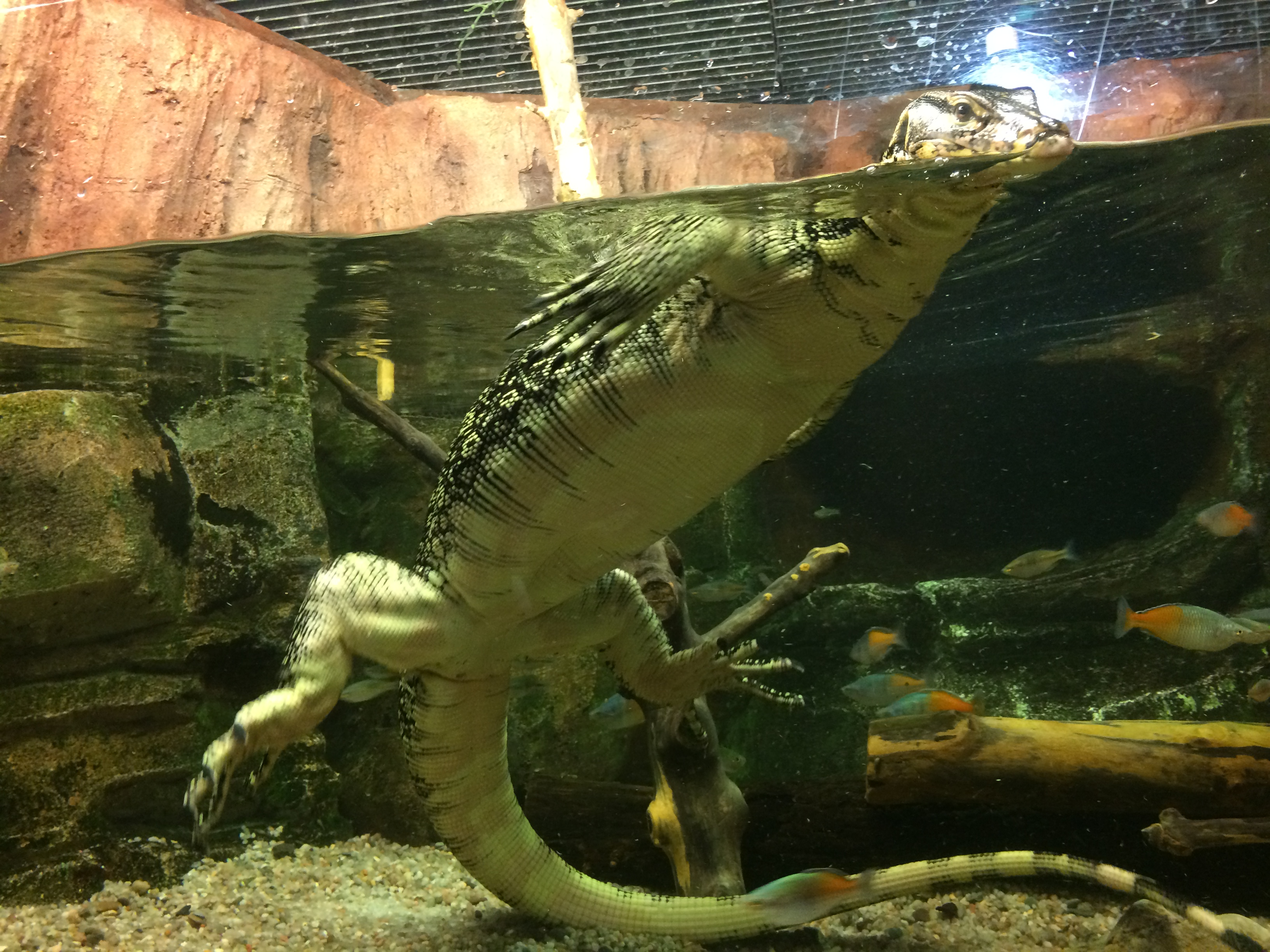
Varano del Nilo
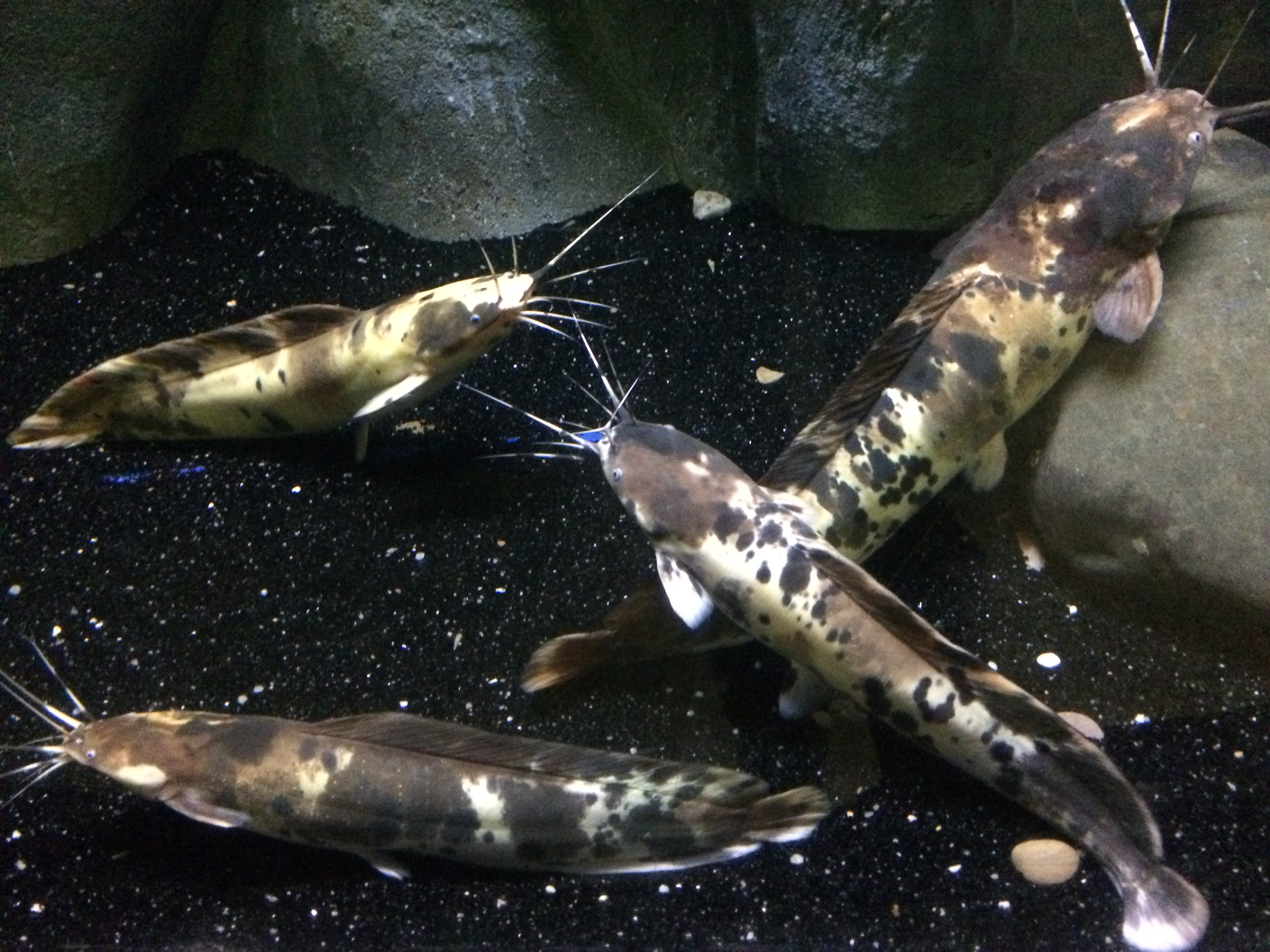
Peces gato
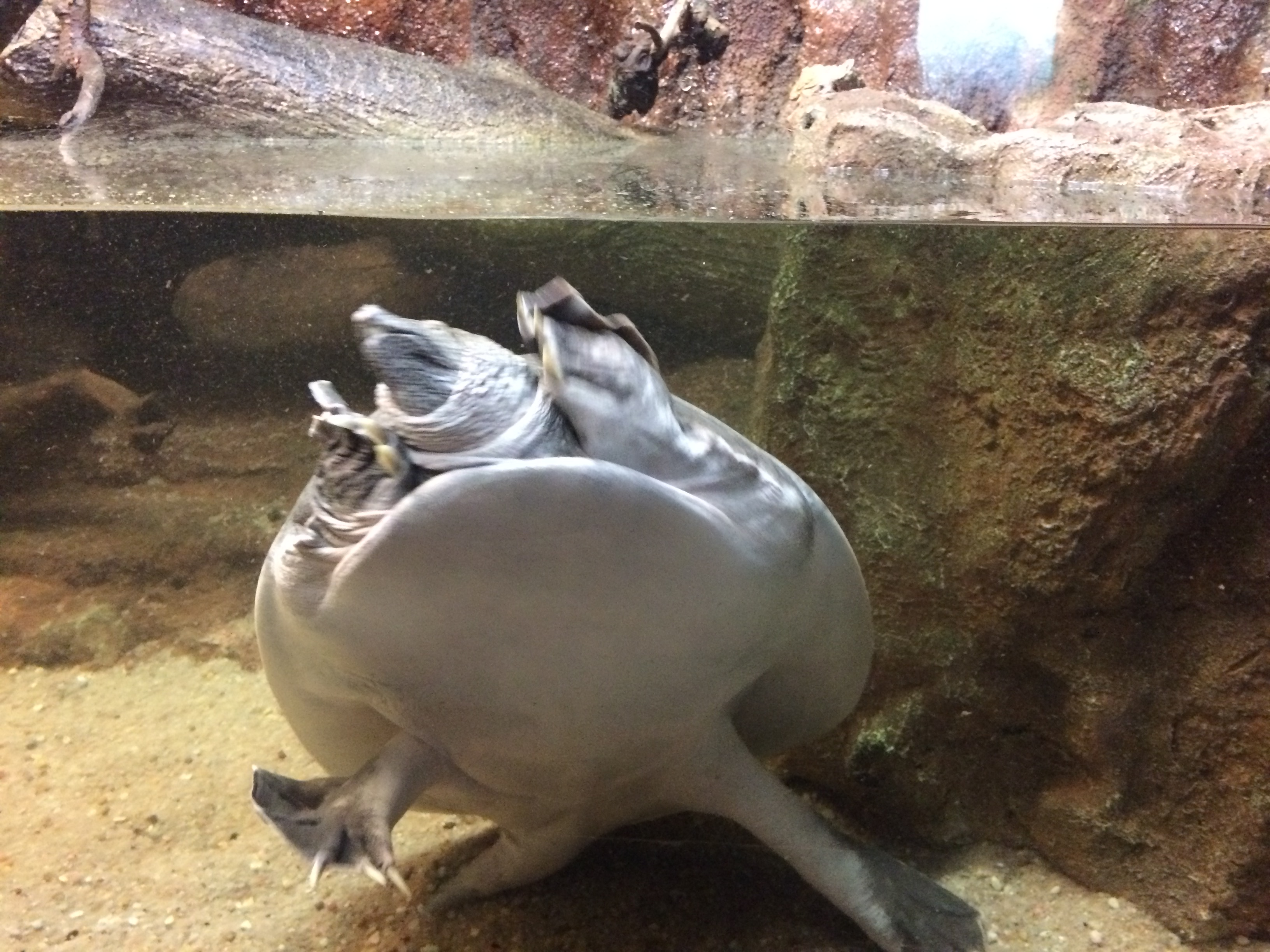
Tortuga
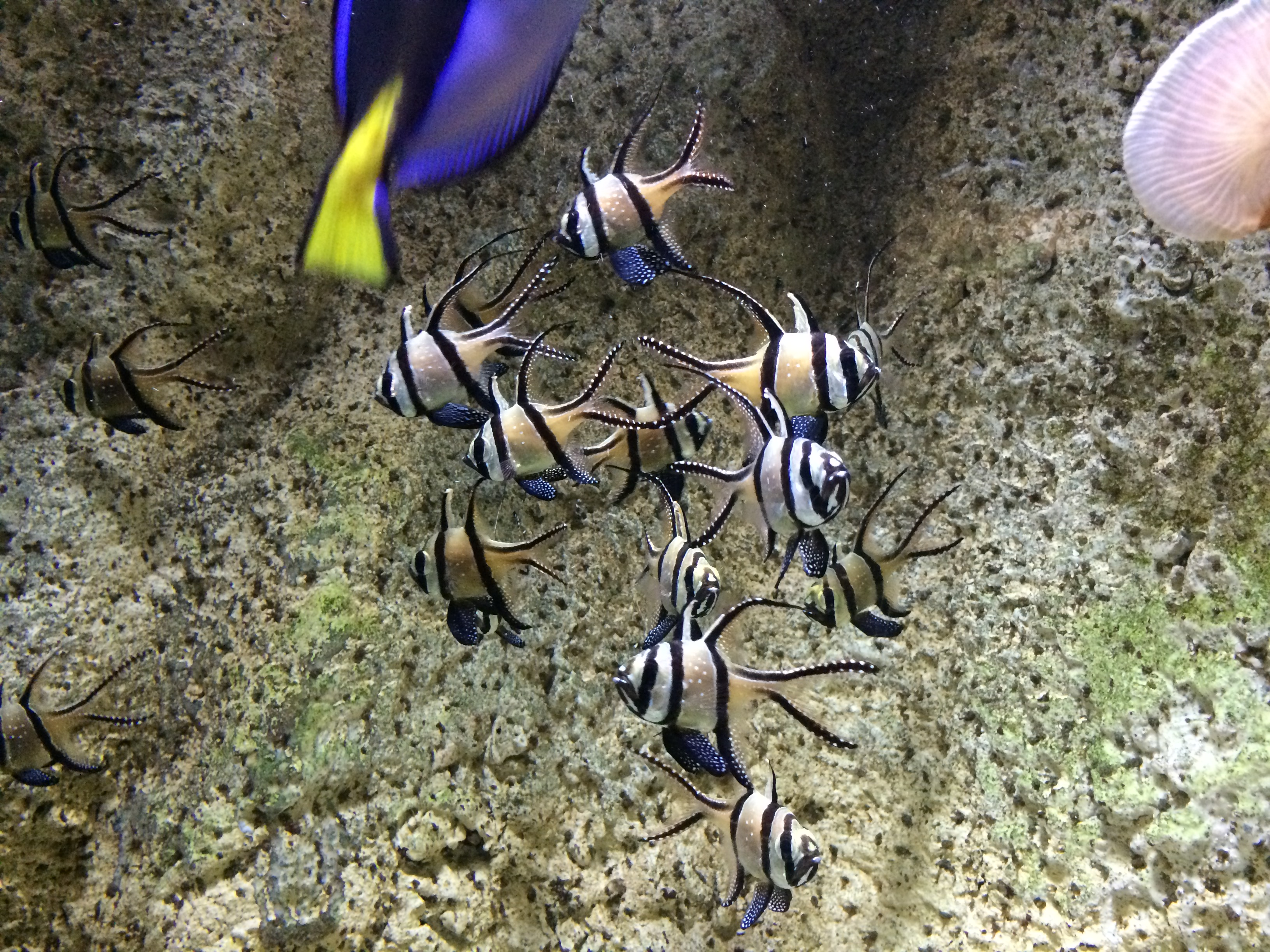
Grupo de peces
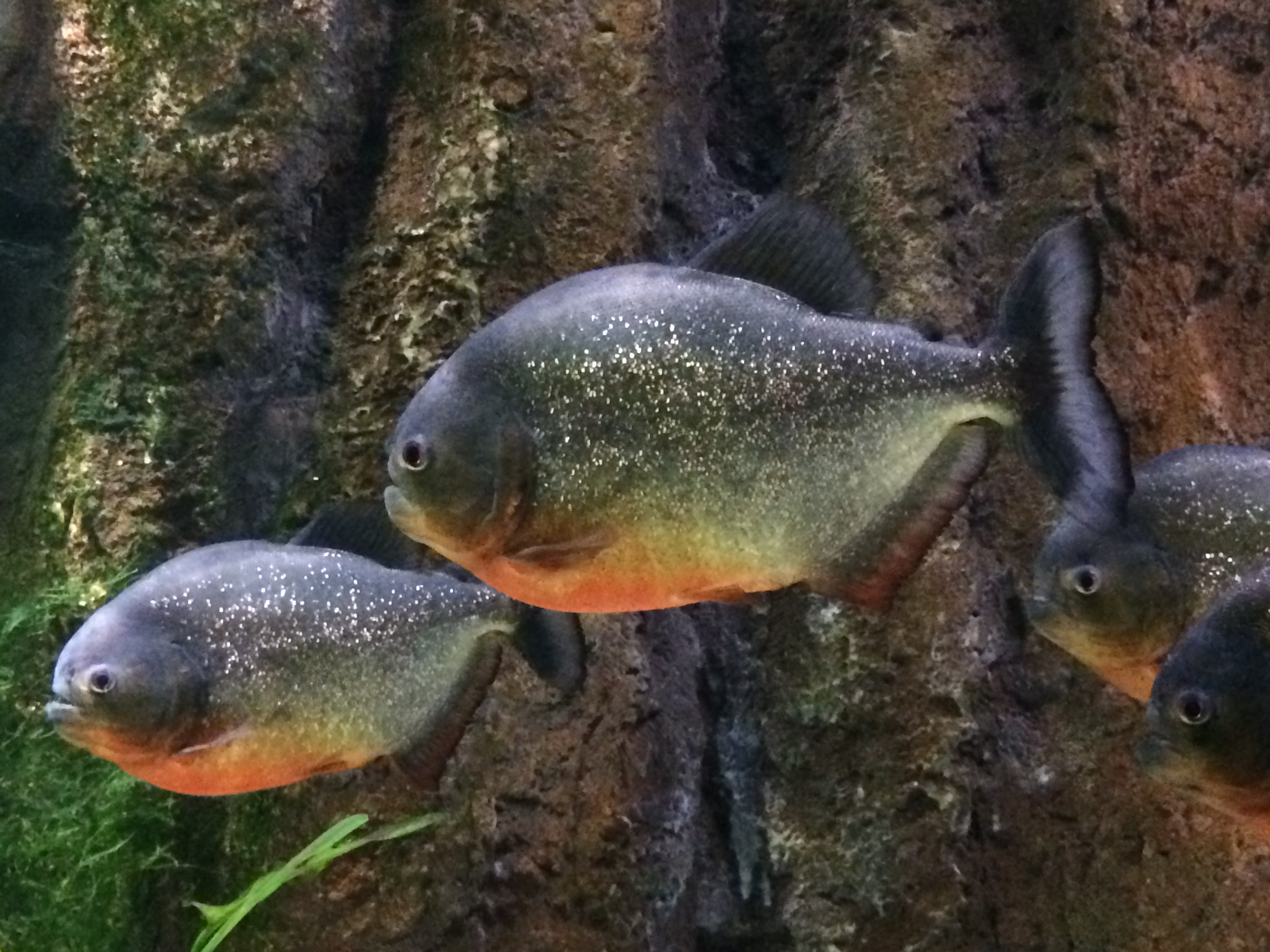
Pirañas
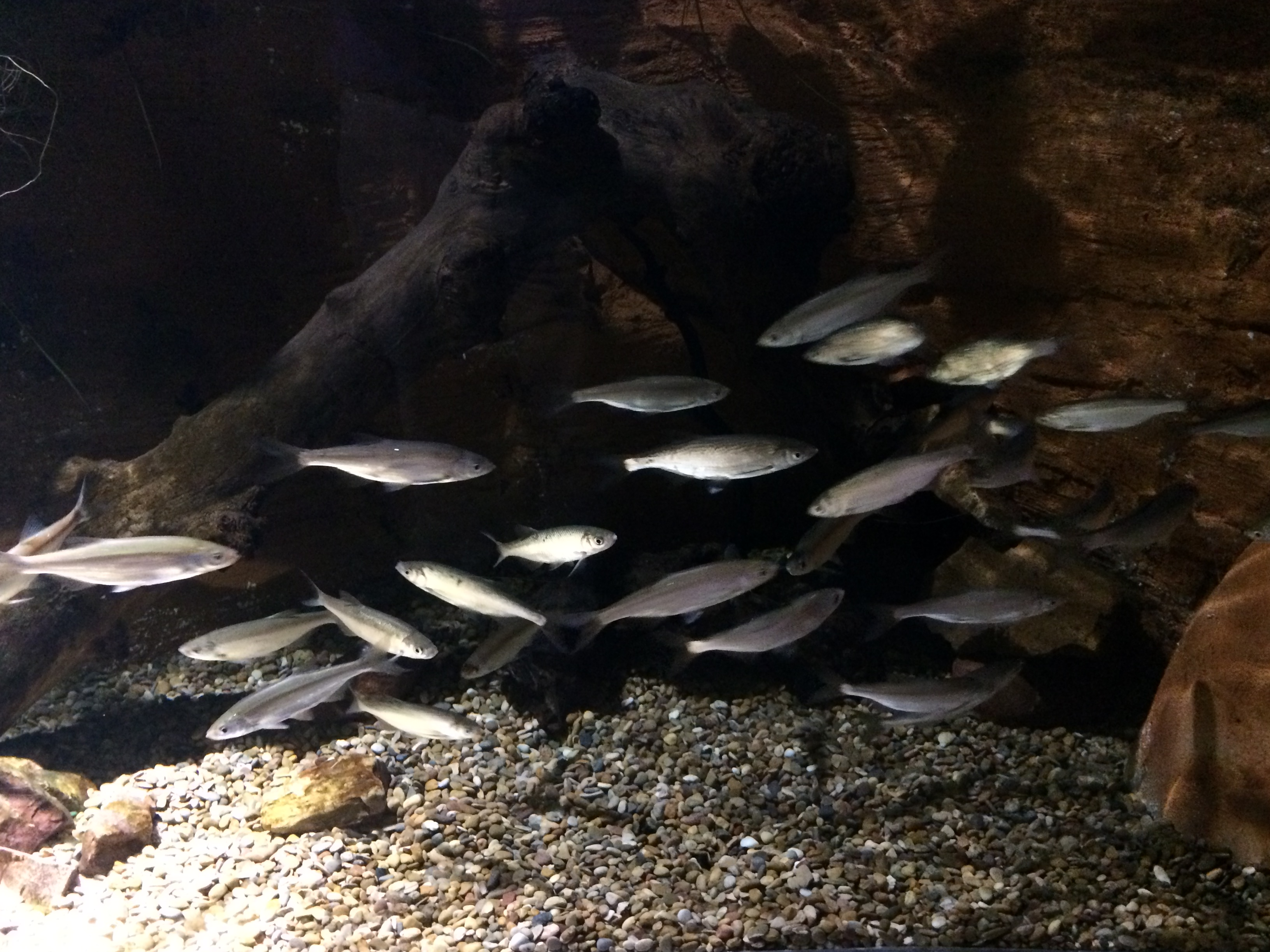
Oryzias
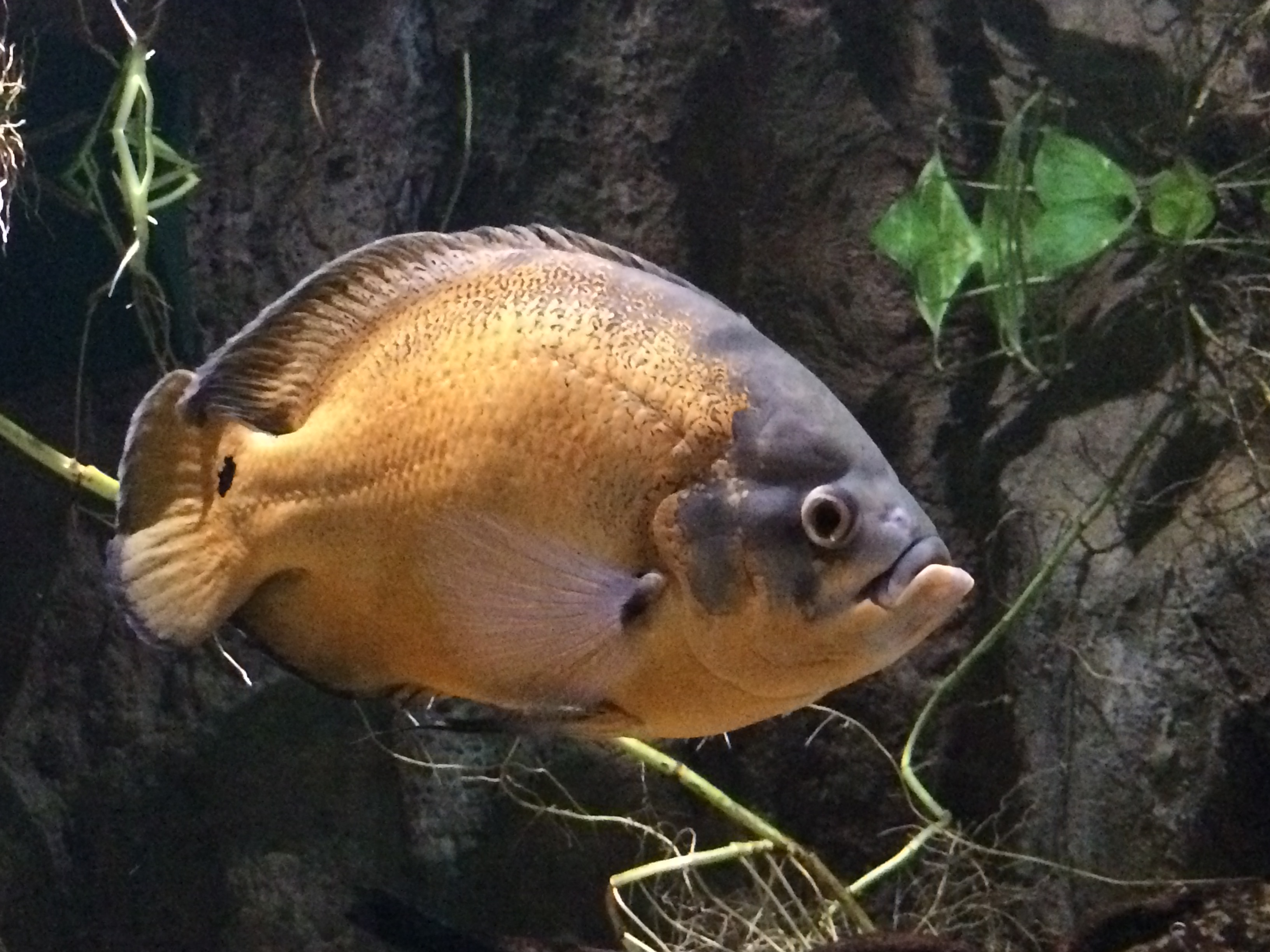
Pez en el acuario fluvial
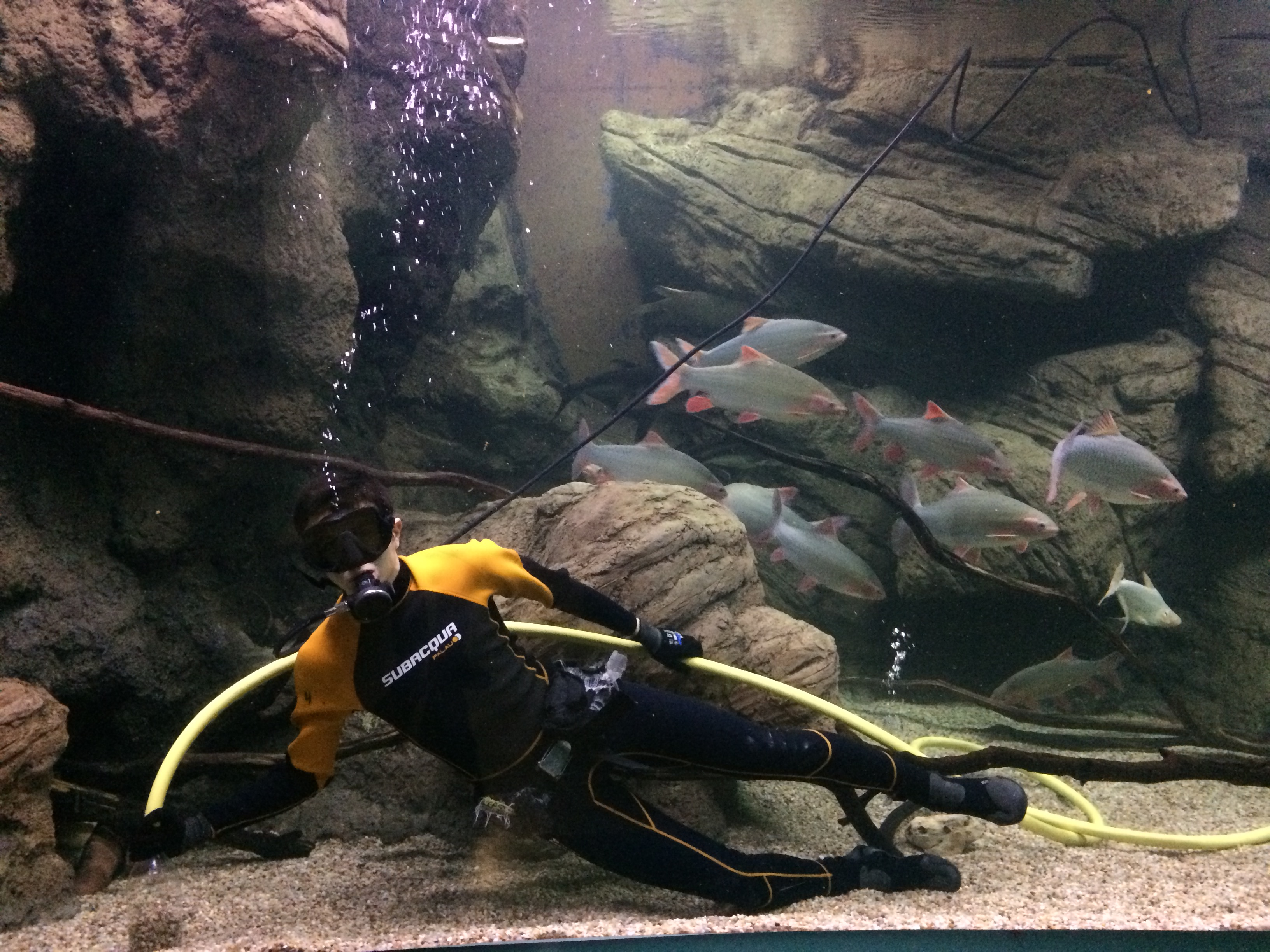
Submarinista dentro del acuario

## Datos de interés
- Localización: Avda. José Atarés, s/n (recinto Expo) 50018, Zaragoza
- Tarifas (2022):
  - Entrada general adulto: 17€
  - Entrada general niño (5-12 años): 11€
  - Entrada niño (3 y 4 años): 5€
  - Entrada mayor de 65 años: 11€[5]